# Kościół Jezusa Chrystusa Świętych w Dniach Ostatnich
Kościół Jezusa Chrystusa Świętych w Dniach Ostatnich (ang. The Church of Jesus Christ of Latter-day Saints, w skrócie LDS) – największa denominacja ruchu świętych w dniach ostatnich. Pierwotna nazwa brzmiała Kościół Chrystusa, lecz dołożono cząstkę Świętych w Dniach Ostatnich dla odróżnienia od innych Kościołów chrześcijańskich. Założycielem i pierwszym prorokiem Kościoła był Joseph Smith, Jr. Wyznawcy nazywani są potocznie mormonami (choć nazwą tą określa się również mniejsze Kościoły oparte na naukach Smitha). Jedną z najważniejszych różnic dzielących ten Kościół od innych Kościołów chrześcijańskich jest uznawanie Księgi Mormona i innych pism Josepha Smitha za święte obok Biblii.
Główna siedziba Kościoła znajduje się w Salt Lake City w stanie Utah, Stany Zjednoczone. Prezydentem Kościoła jest Russell M. Nelson. Według własnych statystyk Kościół liczy około 16,1 mln wiernych w 160 krajach świata. Wydaje swoje publikacje w 188 językach. Jest to też jedyny odłam mormonizmu obecny w Polsce.
Mormoni ze względu na specyficzne nauki i praktyki wzbudzają wiele kontrowersji. Z powodu odrzucenia dogmatu Trójcy Świętej (zobacz: Doktryna) nie są uznawani za chrześcijan zarówno przez Kościół katolicki, jak też Światową Radę Kościołów.

## Historia

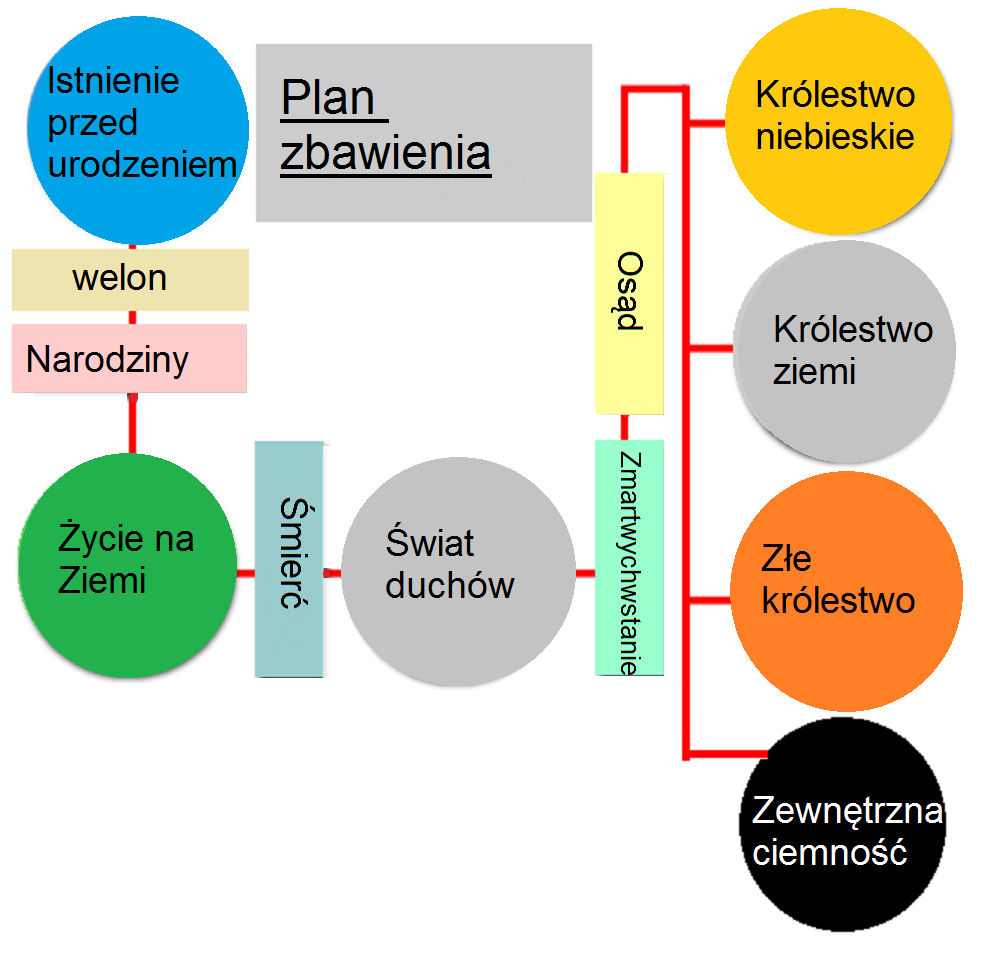
Plan zbawienia

Niecałe dwa tygodnie po wydaniu Księgi Mormona, 6 kwietnia 1830 Joseph Smith i jego pięciu przyjaciół w Fayette założyli Kościół Chrystusa wkrótce nazwany Kościołem Jezusa Chrystusa Świętych w Dniach Ostatnich. Kościół dzięki podjętej działalności misyjnej dosyć szybko zyskał dużą liczbę wiernych w Kirtland w Ohio. Wiosną 1831 roku wierni ze stanu Nowy Jork przenieśli się do Kirtland. Tam też, pięć lat później, po blisko trzech latach budowy, została ukończona pierwsza świątynia mormońska należąca dziś do Społeczności Chrystusa. W czerwcu 1831 roku Smith miał otrzymać objawienie, które nakazywało członkom Kościoła opuścić miasto i udać się do stanu Missouri.
Według objawienia nowe miejsce zgromadzenia, miało zapewnić świętym spokój i bezpieczeństwo. Joseph Smith planował zasiedlić razem z innymi wiernymi Independence w stanie Missouri nazwane „centralnym miejscem”, a w Missouri miało powstać „miasto Syjon”. Setki wiernych gotowych do budowy Syjonu przeniosło się do hrabstwa Jackson w Missouri. Proroctwo jednak się nie spełniło ponieważ powstały tam niesnaski z innymi kolonizatorami dotyczące mormońskich nauk i praktyk. Kościół opuścił hrabstwo Jackson w listopadzie i grudniu 1833 roku.
Pod koniec 1836 roku w Kirtland Joseph Smith, Sidney Rigdon wraz z 10 innymi inwestorami założyli Kirtland Safety Society Bank (Kirtlandzkie Towarzystwo Ubezpieczeniowe), bank który miał zapewnić członkom wspólnoty stabilizację finansową. W październiku zaczęto sprzedawać akcje banku, a 2 listopada przyjęto statut i wybrano jego dyrektorów. Ponieważ jednak bank nie uzyskał gwarancji pozwalających rozpocząć działalność 2 stycznia, został przeorganizowany jako spółka akcyjna. Jednak, z powodu kryzysu gospodarczego i wybuchu paniki majowej 1837, bank ten zbankrutował i został zamknięty we wrześniu 1837 roku, za co niektórzy członkowie Kościoła odpowiedzialnością obarczyli Smitha i wytoczyli mu procesy sądowe w celu odzyskania środków finansowych. Poszkodowani twierdzili, że Joseph Smith nie może być prawdziwym prorokiem, skoro nie przewidział upadku banku. Z tego względu w latach 1837 i 1838 pośród części przywódców i członków Kościoła w Kirtland w Ohio i na północy stanu Missouri doszło do krytyki przywództwa Josepha Smitha i kwestionowania jego pozycji. Grupa ta próbowała odebrać przywództwo Smithowi, a około 200–300 osób odeszło z Kościoła (w tym czterech apostołów, trzech świadków Księgi Mormona i jeden członek Rady Prezydenta Kościoła). Przed dysydentami zamierzającymi postawić go przed sądem Joseph Smith musiał ratować się nocną ucieczką z Kirtland 12 stycznia 1838 roku, chroniąc się w Far West w Missouri. Wówczas Kościół utracił Świątynię Kirtland, którą przejął jeden z dysydentów, Warren F. Parrish.
W roku 1838 niezadowoleni z utraty swoich środków finansowych byli członkowie Kościoła z Far West składali pozwy do sądów przeciw przywódcom Kościoła. W czerwcu 1838 roku w Far West członek Kościoła Sampson Avard utworzył działającą kilka miesięcy tajną grupę mormonów nazywaną „danitami”, którzy dyscyplinowali wewnętrznych wrogów Kościoła oraz łupili mieszkańców Missouri, mówiąc im, że budują Królestwo Boże za aprobatą Rady Prezydenta Kościoła. Gdy przemoc grupy narosła i ujawniono dokonane przez nią grabieże, Avard został ekskomunikowany. W wyniku narastającego konfliktu pomiędzy członkami Kościoła, a ich sąsiadami bronionymi przez oddziały milicji stanu Missouri, trwającego od 6 sierpnia do 1 listopada 1838 (nazwanego potocznie „wojną mormońską w Missouri”), dochodziło do starć zbrojnych. 24 października w bitwie nad Crooked River zginęło po kilka osób po każdej ze stron. 30 października, w wyniku plotki o rozbiciu milicji przez oddziały mormońskie, doszło do eskalacji przemocy i 200-osobowy tłum zabił 17 mormońskich mężczyzn oraz chłopców w Haun’s Mill. 2 listopada Joseph Smith i inni przywódcy Kościoła zostali oskarżeni o zdradę stanu Missouri i osadzeni na całą zimę 1838/1839 w więzieniu w Liberty, a społeczność wiernych z polecenia gubernatora została wypędzona ze stanu Missouri.
W roku 1839 święci zaczęli gromadzić się w Nauvoo w stanie Illinois, gdzie założyli duże miasto, a Smith został jego burmistrzem. W lutym 1841 roku założył tam Nauvoo Legion, liczący 2500 osób oddział militarny mający bronić wiernych. Tam Joseph Smith otrzymał polecenie zbudowania nowej świątyni, którą wznoszono z wielkim poświęceniem wiernych. Joseph Smith był przywódcą Kościoła aż do 27 czerwca 1844, kiedy został zabity wraz z bratem Hyrumem w miejscowości Carthage (w stanie Illinois), gdzie obaj przebywali w areszcie z powodu wywołania zamieszek spowodowanych doprowadzeniem do zniszczenia drukarni publikującej nieprzychylną mormonom gazetę „Nauvoo Expositor” wydaną przez byłego członka Kościoła Williama Lawa oraz oskarżenia o zdradę stanu Illinois poprzez mobilizację Nauvoo Legion i ogłoszenie stanu wojennego.
Po śmierci Josepha Smitha swoje roszczenia co do przywództwa w Kościele zgłosili Sidney Rigdon i James Strang. 8 sierpnia 1844 następcą Josepha Smitha w Kościele Jezusa Chrystusa Świętych w Dniach Ostatnich został prezydent Kworum Dwunastu Apostołów Brigham Young. Niektórzy członkowie Kościoła odrzucili ten wybór i podążyli za Sidneyem Rigdonem (Kościół Jezusa Chrystusa Dzieci Syjonu), Jamesem Strangiem (strangici) lub też innymi, którzy założyli własne denominacje ruchu świętych w dniach ostatnich. W roku 1848 ukończono budowę Świątyni Nauvoo.
W roku 1846 członkowie Kościoła zostali zmuszeni do opuszczenia Nauvoo. Dlatego Brigham Young w latach 1846–1857 w kilku falach poprowadził mormonów na tereny dzisiejszego stanu Utah, gdzie założono miasto Salt Lake City, a Young został pierwszym gubernatorem Terytorium Utah. Po odwołaniu Brighama Younga ze stanowiska przez prezydenta Jamesa Buchanana niezadowoleni mormoni 11 września 1857 roku dokonali masakry pod Mountain Meadows, w której zabili 120 kolonistów podróżujących do Kalifornii. Stała się ona przyczyną walk w Utah trwających w latach 1857–1858.
Co najmniej od początku lat 40. XIX wieku przez ponad pół wieku w Kościele praktykowane było wielożeństwo. Sam Joseph Smith miał wiele żon, a także został „zapieczętowany” do wielu kobiet już pozostających w związkach małżeńskich. Ponieważ wielu przywódców religijnych i politycznych w Stanach Zjednoczonych uważało te praktyki za niemoralne i niecywilizowane, sprzeciwiali się oni działalności Kościoła oraz ograniczali jego działalność. Stało się to powodem wprowadzenia przez Kongres Stanów Zjednoczonych ustawy, na mocy której setki członków Kościoła mających więcej niż jedną żonę trafiło do więzień. Dlatego w 1889 roku prezydent Kościoła Wilford Woodruff zakazał przywódcom Kościoła nauczania zasad dotyczących wielożeństwa. W ciągu następnego roku doszło tylko do kilku przypadków nauczania wielożeństwa, jednak publikowane raporty doprowadziły do dalszego sprzeciwu wobec Kościoła. Z tego względu, starając się o przyjęcie Utah do Stanów Zjednoczonych, czwarty prezydent Kościoła Wilford Woodruff we wrześniu 1890 wydał „Deklarację Oficjalną”, w której zniósł wielożeństwo w Kościele na terenie Stanów Zjednoczonych. W latach 1890–1904 dochodziło do przypadków wielożeństwa na terenach Meksyku i Kanady, jednak także je zniósł szósty prezydent Kościoła Joseph F. Smith drugim Manifestem.
W połowie XIX wieku przywódcy Kościoła wstrzymali przekazywanie kapłaństwa czarnoskórym mężczyznom pochodzenia afrykańskiego. Aż do roku 1978 prowadzona przez Kościół polityka uniemożliwiała dostęp do kapłaństwa czarnoskórym mężczyznom. W tym czasie czarnoskórym kobietom i mężczyznom zabraniano również uczestniczenia w obrzędach obdarowania i zapieczętowania sprawowanych w świątyniach oraz wstępu do świątyń. Wynikało to z panującego przez lata w Kościele poglądu, iż czarna skóra jest znakiem Bożej niełaski lub wskazuje na niegodne czyny w życiu przed narodzeniem. Praktyka ta pod wpływem coraz silniejszej krytyki Kościoła została zniesiona dopiero 1 czerwca 1978 roku przez dwunastego prezydenta Kościoła Spencera W. Kimballa oficjalną deklaracją. Od tego czasu przywódcy Kościoła potępiają wszelkie przejawy rasizmu. Wkrótce po wydaniu deklaracji Kościół wysłał swoich misjonarzy do Afryki.

## Organizacja
Główną siedzibą wyznania jest Salt Lake City w stanie Utah w Stanach Zjednoczonych. Kościół jest obecny w 160 krajach świata. W 2018 roku posiadał 159 świątyń, w których sprawuje się obrzędy niedostępne dla osób spoza wspólnoty lub wiernych nieposiadających zezwolenia przełożonego, a także wiele kaplic i budynków spotkań, w których organizowane są typowe nabożeństwa dostępne dla wszystkich.
W myśl założyciela hierarchia Kościoła miała być wzorowana na hierarchii wczesnochrześcijańskiej. Na jej czele stoi prorok, zwany też prezydentem Kościoła (obecnie Russel M. Nelson) wraz z dwoma doradcami. Razem tworzą oni Pierwsze Prezydium Kościoła. Obok Rady, administracją i duszpasterstwem jego członków zajmują się Rada Dwunastu Apostołów oraz pięć Kworów Siedemdziesiątych.
Cechą charakterystyczną Kościoła jest aktywna działalność misjonarska. Członkowie organizacji angażują się również w działalność charytatywną i pomoc humanitarną. Kościół posiada również jeden z największych na świecie zbiór danych genealogicznych dostępny w około 5100 Centrach Historii Rodziny w 140 krajach oraz 350-osobowy Mormoński Chór Tabernakulum.
W XX wieku Kościół zwiększył znacznie liczbę wiernych dzięki wysokiemu przyrostowi naturalnemu wśród mormonów oraz dużej liczbie nawróceń. Obecnie co roku kościół pozyskuje około 300 tys. nowych wiernych na całym świecie.

## Doktryna
Kościół nie określa się mianem protestanckiego, prawosławnego czy katolickiego. Wspólnota założona przez Josepha Smitha nazywała się początkowo Kościołem Jezusa Chrystusa. Dopiero później dla odróżnienia od innych Kościołów dodano cząstkę „Świętych w Dniach Ostatnich”. Kościół uważa się za jedyny prawdziwy chrześcijański Kościół, nie uczestniczy w dialogu ekumenicznym z innymi Kościołami, chociaż nie odbiera prawa innym Kościołom do miana chrześcijańskich. Członkowie Kościoła uważają, że Joseph Smith przywrócił prawdziwy Kościół, który odstąpił od nauk Chrystusa po śmierci świętego Piotra i apostołów. Nie uznają także dogmatu o Trójcy Świętej, zdefiniowanego podczas soboru nicejskiego.

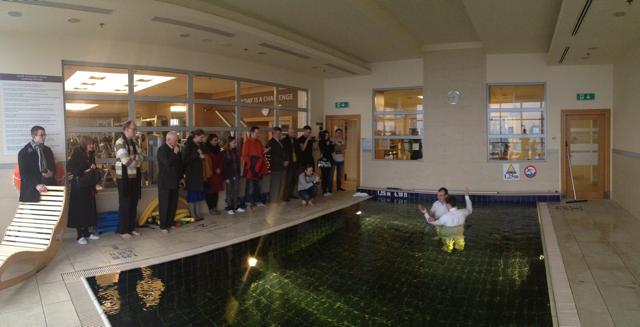
Chrzest mormoński

Praktykuje się tylko chrzest osób w wieku umożliwiającym rozeznanie dobra i zła (za minimalny uważa się 8 lat), a także chrzest za zmarłych, który ma wymiar symboliczny i oznacza chrzest za zmarłych przodków członka Kościoła. Chrzty za zmarłych urządza się tylko w Świątyniach. Są to obrzędy niedostępne dla osób spoza wspólnoty. Dotyczy on tych krewnych, którzy za życia nie przyjęli Ewangelii, ale mogliby to uczynić gdyby mieli taką możliwość. Na rozwój tej praktyki wpłynęła śmierć Alvina Smitha, starszego brata Josepha, w listopadzie 1823 roku, jeszcze nim Joseph otrzymał złote tablice. Na pogrzebie Alvina duchowny stwierdził, że choć był on dobrym człowiekiem trafi do piekła, gdyż nie był ochrzczony w Kościele. Joseph Smith po raz pierwszy przedstawił naukę chrztu za zmarłych na pogrzebie jednego z członków Kościoła 15 sierpnia 1840 roku w Nauvoo, co spowodowało trwające kilka miesięcy masowe chrzty w zastępstwie za swoich zmarłych krewnych w pobliskiej rzece Missisipi, przeprowadzane przez członków wspólnoty. Od listopada 1841 obrzędy te są przeprowadzane tylko w Świątyniach.
Według Josepha Smitha każdy człowiek może osiągnąć boskość, o ile wykorzysta boski potencjał. Bóg-Ojciec jest wywyższonym człowiekiem, posiada ciało i wygląda dokładnie tak jak człowiek. Jezus Chrystus jest zaś pierworodnym synem Boga-Ojca. Jezus Chrystus to zarazem Jahwe, Bóg Starego Testamentu, który stworzył ziemię z innymi istotami duchowymi, m.in. Adamem, który jest jednocześnie Michałem Archaniołem. Jezus Chrystus stworzył nie tylko ten świat, ale również inne światy. Mieszkańcy tego i innych światów są rodzonymi synami i córkami Boga.
Po objawieniach Jana Chrzciciela, a potem apostołów Piotra, Jakuba i Jana, jakie miał mieć Joseph Smith, w Kościele wprowadzono najpierw kapłaństwo Aarona, a następnie kapłaństwo Melchizedeka. Zdaniem Smitha kapłaństwo Aarona umożliwia wiernym dostęp do chrztu dla odpuszczenia grzechów, a kapłaństwo Melchizedeka – dostęp wiernym do wszystkich obrzędów i duchowych błogosławieństw Kościoła. Mormoni nie posługują się krzyżami jako symbolem kościoła, uważając, że ważniejszy jest fakt życia zmartwychwstałego Chrystusa, niż narzędzie jego śmierci. Nie odrzucają jednak faktu śmierci Chrystusa na krzyżu.
W wyniku tych błogosławieństw członkowie Kościoła, którzy zawarli małżeństwa celestialne, będą bogami i będą żyć wiecznie. Małżeństwa celestialne, czyli zawarte na wieczność, będą miały pełną moc również po śmierci. Małżonkowie zostaną wyniesieni do chwały i będą mieli nieograniczone potomstwo. Związki te zawiera się wyłącznie w Świątyniach Kościoła, a udział w ceremonii jest niedostępny dla osób spoza wspólnoty. Związki takie mogą być udzielane wyłącznie przez osoby dzierżące klucze kapłaństwa.
W krajach anglojęzycznych mormoni posługują się Biblią króla Jakuba. W 2009 roku LDS wydał hiszpańską Reina-Valera w edycji z roku 1909, a w 2016 portugalską Biblię Almeidy w edycji z roku 1914. W Polsce mormoni używają Biblii warszawskiej. Jednakże uznają Biblię za słowo Boga tak długo, jak jest ona właściwie przetłumaczona. To zastrzeżenie wynika z poglądu mormonów, że wiele miejsc Pisma Świętego dotyczących zbawienia człowieka czy rozumienia Boga zostało z Biblii usuniętych lub zafałszowanych przez błędy kopistów, tłumaczy czy korektorów. Choć uznają Biblię króla Jakuba za najbliższą doskonałości, to do tego przekładu Biblii Jospeh Smith naniósł własne poprawki, które miał mu objawić sam Bóg. W mormońskim wydaniu Biblii zawiera ona ponad 3000 tak zmienionych wersetów.

## Wielkie odstępstwo, odnowienie i kapłaństwo
Mormoni wierzą, że prawdziwy Kościół Jezusa Chrystusa odszedł od nauki Chrystusa i w konsekwencji zanikł zarówno w basenie Morza Śródziemnego, jak i na kontynencie amerykańskim, gdzie został powołany niemal jednocześnie. Dopiero Joseph Smith przywrócił prawdziwy Kościół Jezusa Chrystusa, który ma przygotować jego wiernych do ponownego przyjścia Chrystusa na ziemię.
Zgodnie z teologią Kościoła, odnowienie chrześcijaństwa zaczęło się za sprawą wizji i objawień, jakich doznał Joseph Smith; wliczają się do nich pierwsze objawienie w 1820 roku, a także wszystkie późniejsze objawienia, podczas których odwiedzili go „aniołowie” tacy jak Moroni, Jan Chrzciciel, Mojżesz, Eliasz, apostołowie Piotr, Jakub i Jan. Smith uważał, że ci wysłannicy nadali mu kapłaństwo Aarona, a później kapłaństwo Melchizedeka.
Funkcje kapłańskie w kościele mogą sprawować wszyscy członkowie płci męskiej od 12. roku życia. Otrzymują oni kapłaństwo poprzez wyświęcenie, następnie zostają ustanowieni do konkretnego powołania w swoim urzędzie kapłańskim. Kobiety nie są wyświęcane do kapłaństwa, w kościele pełnią jednak aktywną rolę w ramach wielu powołań. Kapłaństwo ma charakter hierarchiczny, nie jest jednak zawodowe – kościół nie zatrudnia duszpasterzy, a ich służba ma charakter ochotniczy i bezpłatny.

## Księgi święte
Oprócz Biblii kanon mormoński zawiera Księgę Mormona, Nauki i Przymierza, Perłę Wielkiej Wartości oraz nauki obecnego proroka. Kościół głosi, że kanon świętych ksiąg jest otwarty i mogą być do niego dołożone inne księgi, które mają rozjaśniać i rozszerzać zrozumienie Ewangelii. Przykładami takich dodatkowych ksiąg obok Księgi Mormona są wersja Biblii Josepha Smitha czy Księgi Abrahama. Księga Abrahama, opublikowana po raz pierwszy we fragmentach w marcu 1842, powstała z tłumaczenia, jakiego miał dokonać Joseph Smith z kilku zwojów papirusów, zawierających pismo egipskie, które zostały zakupione wraz z czterema egipskimi mumiami przez wiernych Kościoła latem 1835 roku od Michaela Chandlera.
Główną z tych świętych ksiąg Kościoła obok Biblii jest Księga Mormona – Jeszcze Jedno Świadectwo o Jezusie Chrystusie, której łączny nakład osiągnął ponad 100 milionów egzemplarzy opublikowanych w 110 językach. Według Josepha Smitha jej autorem miał być Mormon, który spisał ją w języku reformowanym egipskim. Następnie według przekazu samego Smitha miał on ją za pomocą objawienia i otrzymanych od Boga Urim i Tummim oraz „kamienia widzącego” przetłumaczyć na język angielski. Pierwszy raz Księga Mormona została opublikowana 26 marca 1830 roku.
Głównym wydarzeniem w Księdze Mormona jest ukazanie się Jezusa Chrystusa na kontynencie amerykańskim wkrótce po jego zmartwychwstaniu. Według Księgi Mormona Chrystus nauczał w Ameryce swojej ewangelii oraz założył swój kościół podobnie jak w Palestynie.
Latem 1830 roku prorok Joseph Smith miał otrzymać objawienie, by podjął się opracowania wersji Biblii. Nad tą wersją pracował od czerwca 1830 do lipca 1833. Nie tłumaczył on tekstu Biblii z jakiegoś języka na angielski ani nie posługiwał się żadnym manuskryptem biblijnym w językach oryginalnych. Smith czytał fragmenty przekładu Biblii króla Jakuba, a następnie dokonywał doktrynalnych przeróbek i interpolacji jej tekstu na podstawie otrzymywanego natchnienia. Smith wprowadził zmiany do co najmniej 3000 wersetów przekładu Biblii króla Jakuba. Wśród tych poprawek znalazły się rozszerzenia tekstu mające wyjaśnić znaczenie bądź podać kontekst; Smith dodał brakujące jego zdaniem teksty prorocze, usunął niektóre fragmenty, wprowadził zmiany w szyku wersetów oraz całkowicie przerobił niektóre rozdziały.

## Zasady wiary
Wydawca „Chicago Democrat”, John Wentworth poprosił Josepha Smitha o zwięzłe przedstawienie zasad wiary mormońskiej. W efekcie Joseph Smith napisał tekst, który stał się oficjalnym wyznaniem wiary Kościoła. Wszedł on w skład Perły Wielkiej Wartości jako część świętych ksiąg.

## Spotkania niedzielne
Spotkania niedzielne trwają zwykle około 2 godzin łącznie i mogą w nich uczestniczyć wszyscy chętni, również niebędący członkami Kościoła. Około godziny trwa spotkanie sakramentalne, podczas którego rozdawany jest sakrament w postaci wody i chleba, śpiewane są pieśni religijne, odbywają się modlitwy i kazania, zwane przemówieniami. Uczestnicy spotkań zazwyczaj ubierają się w strój formalny – zgodnie z przyjętymi w danym rejonie normami. Około 40 minut trwa szkoła niedzielna, dla dorosłych i dzieci, wykłada się wtedy Pismo Święte. Później odbywają się spotkania w różnych grupach – kapłanów (mężczyzn), kobiet, dzieci i młodzieży.

## Życie codzienne
Członkowie Kościoła włączają się w normalne życie społeczne krajów, w których żyją. Wykonują różne zawody. Członkowie wyznają zasadę: we wszystkim zachować umiar. Powstrzymują się od używek takich jak alkohol, kawa, herbata, narkotyki, etc. Istotną rolę w nauczaniu odgrywa kwestia etyki seksualnej – za grzech uważane są seks pozamałżeński oraz oglądanie pornografii. nie powinni uprawiać hazardu, zakazane są gry losowe.

## Liczebność
Według własnych statystyk Kościół liczy około 16,1 mln wiernych w większości krajów świata. Jednakże statystyki podawane przez Kościół Jezusa Chrystusa Świętych w Dniach Ostatnich wzbudzają wiele kontrowersji. Statystyki te opierają się na rejestrach członkowskich. Z uwagi na dużą liczbę konwertytów, w wielu przypadkach dochodzi również do późniejszego faktycznego opuszczenia Kościoła przez wiele osób, co w przypadku braku formalnego wystąpienia powoduje pozostanie danej osoby w rejestrze. Mimo podawanych coraz wyższych danych statystycznych badania przeprowadzone w 2001 r. w City University of New York wykazały, że liczba mormonów w Stanach Zjednoczonych jest tak naprawdę stała. W Brazylii w 2010 roku Kościół podawał w statystykach liczbę 1 138 740 wiernych, podczas gdy w spisie jako mormoni zadeklarowało się 225 695 osób. Tim Heaton z Uniwersytetu Brighama Younga – który analizował statystyki z całego świata – stwierdził, że w Stanach Zjednoczonych, Kanadzie i na wyspach Pacyfiku jedynie 40–50% deklarowanej przez Kościół liczby wyznawców wiąże się z nim na stałe, w Afryce i Europie liczba ta wynosi 35%, a w Azji i Ameryce Południowej jest to tylko 25%. Wynika stąd wniosek, że jedynie 35% liczby wiernych podawanej przez Kościół jest rzeczywistą częścią społeczności, a podawana liczba wiernych może być niemal trzykrotnie zawyżona w stosunku do stanu rzeczywistego.
Różnica ta może wynikać stąd, że Kościół uwzględnia chrzty, pomijając jednak w statystykach osoby odchodzące od Kościoła, lecz nie dokonujące formalnego wystąpienia. W niektórych przypadkach (jeżeli Kościół nie został o niej powiadomiony) nie uwzględnia się nawet śmierci wiernych. W Ameryce Południowej rok po chrzcie wyznanie opuszcza prawdopodobnie nawet 70–80% wiernych. Szacunkowo faktyczna liczba wiernych należących do Kościoła Jezusa Chrystusa Świętych w Dniach Ostatnich może wynosić 5,5 miliona.

### Statystyki Kościoła według krajów i języków
- Kraje o największej liczbie członków Kościoła (stan na 31 grudnia 2017)[1]:
  -  Stany Zjednoczone – 6 641 886
  -  Meksyk – 1 435 383
  -  Brazylia – 1 383 799
  -  Filipiny – 765 393
  -  Chile – 590 124
  -  Peru – 590 121
  -  Argentyna – 452 309
  -  Gwatemala – 272 449
  -  Ekwador – 243 730
  -  Kanada – 196 586
- Kraje o dużym procentowym udziale w społeczeństwie (minimum 10 tys. wiernych; dane w procentach; najnowsze dostępne):
  -  Samoa Amerykańskie – 19,1
  -  Tonga – 16,8
  -  Samoa – 15,2
  -  Polinezja Francuska – 7,8
  -  Kiribati – 5,3
  -  Chile – 3,4
  -  Urugwaj – 2,4
  -  Nowa Zelandia – 2,3
  -  Honduras – 1,6
  -  Boliwia – 1,5
- Małe państwa (poniżej 10 tys.) z dużym udziałem członków Kościoła (dane w procentach; najnowsze dostępne):
  -  Niue – 10,0
  -  Wyspy Marshalla – 6,8
  -  Wyspy Cooka – 6,5
  -  Mikronezja – 3,1
- Najczęściej używane języki przez członków Kościoła (stan na rok 2003):
  -  angielski – 5 828 000
  - hiszpański – 3 681 000
  - portugalski – 907 000
  - tagalog (na Filipinach) – 165 000
  - cebuański (na Filipinach) – 126 000
  - japoński – 117 000
  - iloko (na Filipinach) – 109 000
  - samoański – 102 000
  - koreański – 75 000

### Dane z 2023
Według statystyk Kościoła na świecie w ostatnim dniu 2023 r. liczył on 17 mln 255 tys. członków. Rozmieszczenie geograficzne członków Kościoła przedstawiało się następująco: Najwięcej w Stanach Zjednoczonych – 6 mln 869 tys. W całej Ameryce Północnej, Środkowej i na Karaibach – 9,638 mln, w Ameryce Południowej – 4,320 mln, w Europie – 508 tys., w Azji – 1,298 mln, w Afryce – 850 tys., w krajach Oceanii – 599 tys., a w Polsce około 1,69 tys. wiernych.

### Liczebność w Stanach Zjednoczonych
Utah 63%, Idaho 14%, Nevada 12%, Wyoming 11%, Arizona 10%, Nowy Meksyk 4%, Waszyngton 3%, Montana 3%, Kolorado 2%. W Kalifornii znajduje się największa liczba świątyń, wyłączając Utah. Pojedyncze świątynie znajdują się jednak w prawie wszystkich stanach.

## Kościół w Polsce

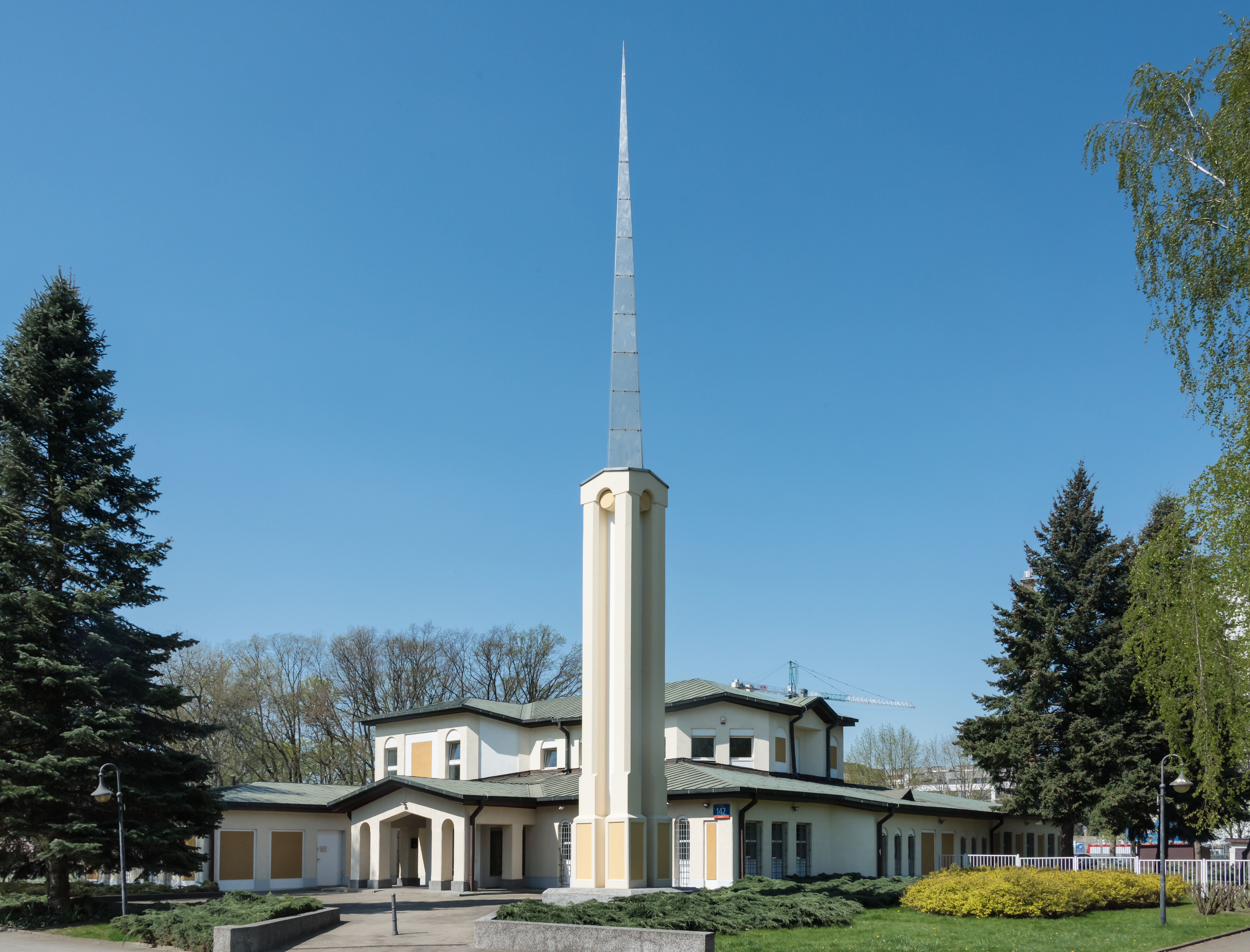
Kaplica Kościoła Jezusa Chrystusa Świętych w Dniach Ostatnich w Warszawie

W okresie zaborów i II Rzeczypospolitej Kościół nie podjął działalności misyjnej w Polsce. Po zakończeniu II wojny światowej, na skutek zmian granic w Polsce znalazło się kilka niemieckojęzycznych gmin. W wyniku akcji przesiedleńczej do Niemiec z lat 1946–1947 mormoni opuszczali Polskę, pozostały nieliczne grupki na Mazurach, na Śląsku i na Pomorzu. Największa gmina istniała w mazurskiej wsi Zełwągi (przed wojną w roku 1939 liczyła ona 157 członków). Rejestracja Kościoła nastąpiła na początku lat 60. XX w. Na początku lat 70., po normalizacji stosunków pomiędzy PRL i RFN, większość zełwąskich mormonów opuściła Polskę, a w roku 1971 gmina w Zełwągach została rozwiązana.
W latach 70. w Polsce żyło kilkudziesięciu mormonów, co w maju 1977 pozwoliło Kościołowi odzyskać status prawny. Przywódcą Kościoła był Fryderyk Czerwiński. W roku 1980 zakupiono niewielki lokal w Warszawie, gdzie odbywały się zebrania prowadzone przez pary misjonarskie ze Stanów Zjednoczonych. W latach 1985–1990 w Kościele ochrzczono 230 osób. W tym czasie funkcjonowały gminy w Warszawie, Łodzi, Wrocławiu i Trójmieście. Kolejne gminy powstały w Bydgoszczy, Szczecinie, Poznaniu, Katowicach, Krakowie, Kielcach, Lublinie i Białymstoku. W czerwcu 1989 rozpoczęto budowę domu spotkań w warszawskiej dzielnicy Wola.
Kościół ten znany był w Polsce pod bardzo podobną nazwą Kościół Jezusa Chrystusa Świętych Dni Ostatnich. Obecne brzmienie nazwy jest skorygowanym, poprawnym tłumaczeniem oryginalnej nazwy amerykańskiej.
Jedyna wolnostojąca kaplica Kościoła znajduje się w Warszawie przy ulicy Wolskiej 142. Poza odrębnymi budowlami Kościół ma w Polsce kilka mniejszych sal spotkań, mieszczących się w wynajmowanych pomieszczeniach.
Zwierzchnikiem Kościoła w Polsce (Prezydentem Polskiej Warszawskiej Misji) jest Gregory Roney.
W 2020 roku Kościół liczył 1657 wiernych (w tym 43 pełnoetatowych misjonarzy) w 15 gminach.

### Gminy Kościoła w Polsce
- Gmina Kościoła Jezusa Chrystusa Świętych w Dniach Ostatnich w Bydgoszczy
- Gmina Kościoła Jezusa Chrystusa Świętych w Dniach Ostatnich w Gdańsku
- Gmina Kościoła Jezusa Chrystusa Świętych w Dniach Ostatnich w Katowicach
- Gmina Kościoła Jezusa Chrystusa Świętych w Dniach Ostatnich w Kielcach
- Gmina Kościoła Jezusa Chrystusa Świętych w Dniach Ostatnich w Krakowie
- Gmina Kościoła Jezusa Chrystusa Świętych w Dniach Ostatnich w Lublinie
- Gmina Kościoła Jezusa Chrystusa Świętych w Dniach Ostatnich w Łodzi
- Gmina Kościoła Jezusa Chrystusa Świętych w Dniach Ostatnich w Poznaniu
- Gmina Kościoła Jezusa Chrystusa Świętych w Dniach Ostatnich w Szczecinie
- Gmina Kościoła Jezusa Chrystusa Świętych w Dniach Ostatnich w Warszawie
- Gmina Kościoła Jezusa Chrystusa Świętych w Dniach Ostatnich we Wrocławiu
- Gmina Kościoła Jezusa Chrystusa Świętych w Dniach Ostatnich w Zgorzelcu (Görlitz)

## Prezydenci Kościoła

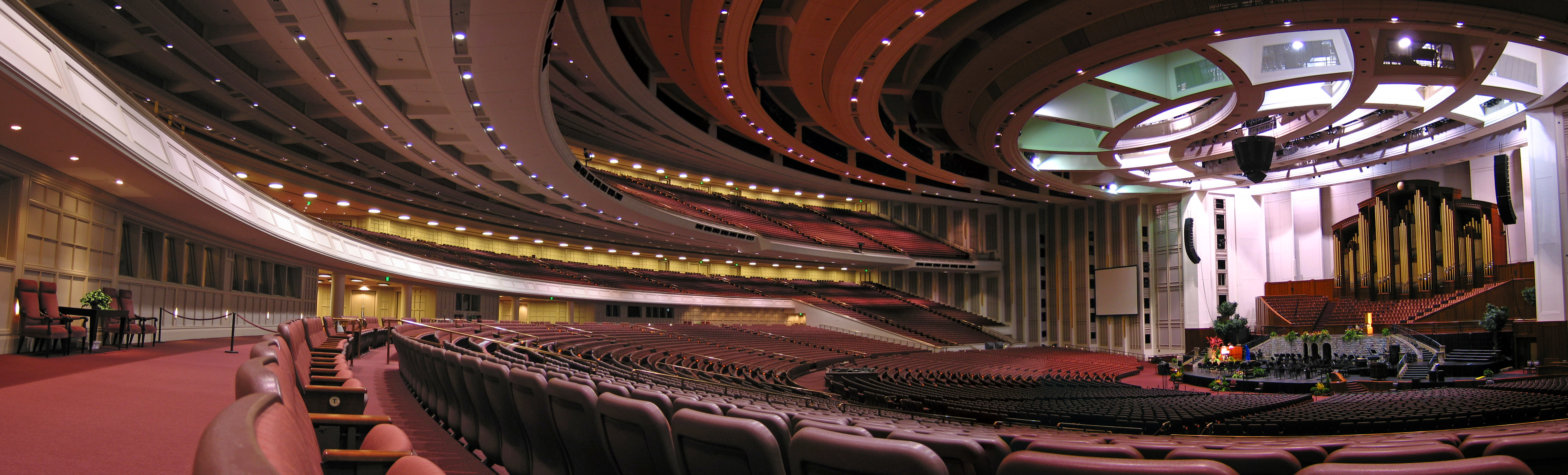
LDS Conference Center w Utah

| Lp. | Lata kadencji | Imię i nazwisko       |
| --- | ------------- | --------------------- |
| 1.  | 1830–1844     | Joseph Smith          |
| 2.  | 1847–1877     | Brigham Young         |
| 3.  | 1880–1887     | John Taylor           |
| 4.  | 1889–1898     | Wilford Woodruff      |
| 5.  | 1898–1901     | Lorenzo Snow          |
| 6.  | 1901–1918     | Joseph F. Smith       |
| 7.  | 1918–1945     | Heber J. Grant        |
| 8.  | 1945–1951     | George Albert Smith   |
| 9.  | 1951–1970     | David O. McKay        |
| 10. | 1970–1972     | Joseph Fielding Smith |
| 11. | 1972–1973     | Harold B. Lee         |
| 12. | 1973–1985     | Spencer W. Kimball    |
| 13. | 1985–1994     | Ezra Taft Benson      |
| 14. | 1994–1995     | Howard W. Hunter      |
| 15. | 1995–2008     | Gordon B. Hinckley    |
| 16. | 2008–2018     | Thomas S. Monson      |
| 17. | od 2018       | Russell M. Nelson     |

## Misje
Młodzi członkowie Kościoła mogą na własną prośbę odbyć misję w różnych częściach świata. Polega to przede wszystkim na tym, że chodzą oni dwójkami po ulicach i rozmawiają z przypadkowymi przechodniami. W 2018 roku pracowało ponad 67 tysięcy misjonarzy (młodzi mężczyźni, młode kobiety oraz dojrzałe pary małżeńskie), którzy odbywają ochotniczą i nieodpłatną służbę w 162 krajach świata. Inną formą prowadzenia misji są bezpłatne lekcje języka angielskiego, pod koniec których chętni mogą wziąć udział w prezentacji na temat Kościoła. Młodzi misjonarze sami zarabiają pieniądze przed misją, a także utrzymują się ze skromnej pomocy od rodziny. Mężczyźni wyjeżdżają na misje od 18 roku życia i pełnią służbę 2 lata, kobiety od 19 roku życia na 18 miesięcy. Dla osób młodych, które nie ukończyły studiów, istnieje możliwość wsparcia finansowego ze strony Kościoła po odbyciu misji. Szacuje się, że na misjach od 1830 roku było około miliona osób.

## Świątynie

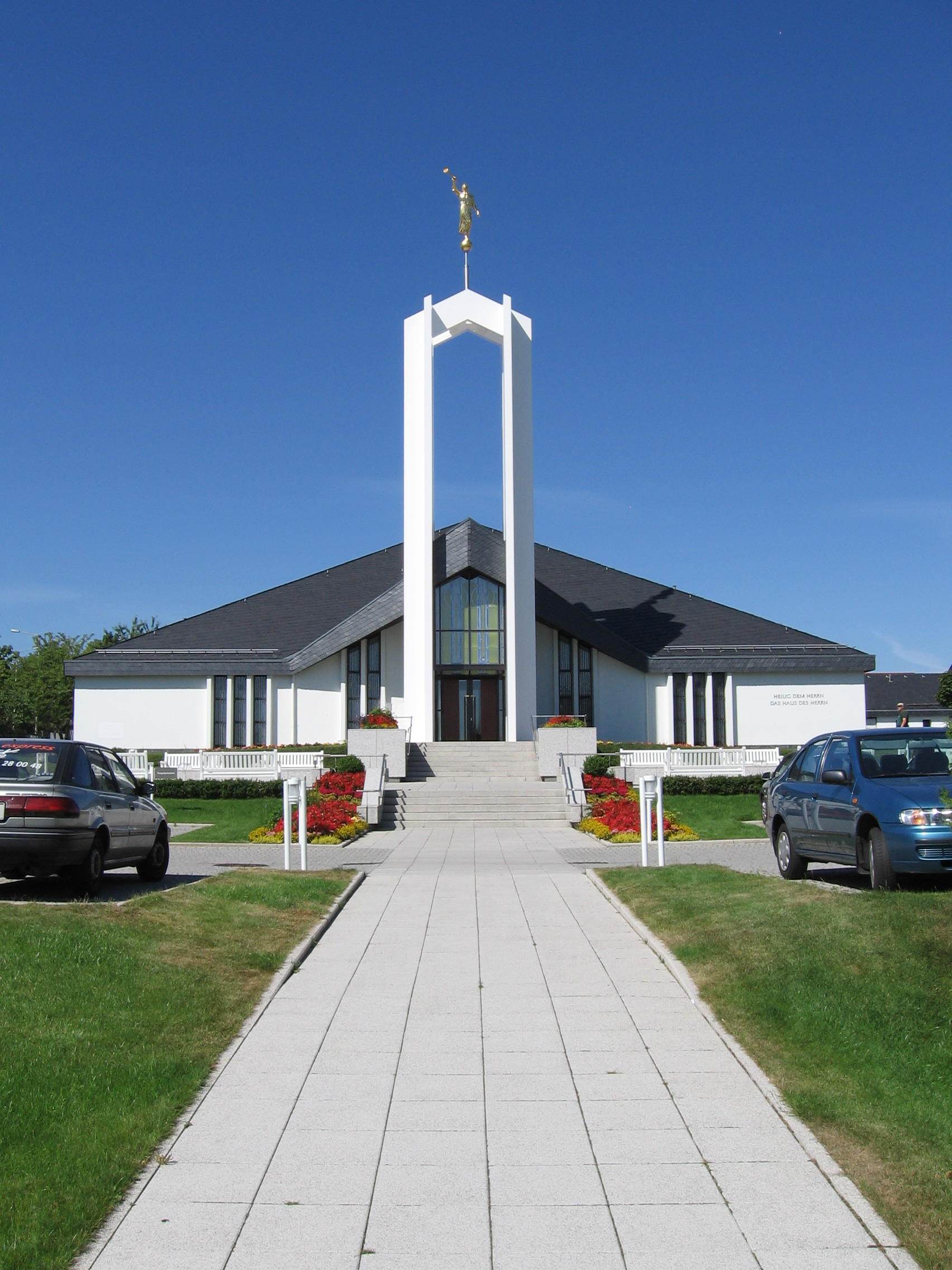
Świątynia we Freibergu w Niemczech

Zdaniem mormonów pierwsza świątynia żydowska w Ameryce została wzniesiona ok. 570 r. p.n.e. i miała być wzorowana na Świątyni Salomona. Pierwsze świątynie miały przestać istnieć ok. IV w. n.e.
Jedyną świątynią, która została ukończona za życia Josepha Smitha i poświęcona w roku 1836, była Świątynia Kirtland w Ohio. Była ona własnością Społeczności Chrystusa i została zakupiona przez Kościół w roku 2024. W roku 1848 została ukończona Świątynia Nauvoo, która również nie należy do Kościoła Jezusa Chrystusa Świętych w Dniach Ostatnich. Pierwszą ukończoną świątynią w Utah była świątynia w St. George, poświęcona w 1877 roku. W 1913 roku powstała świątynia w Kanadzie, pierwsza poza Stanami Zjednoczonymi. Świątynie odgrywają bardzo ważną rolę w systemie wierzeń mormońskich i mają inne funkcje niż zwykłe kaplice. Kościół uważa, iż świątynie budowane są na wzór świątyń Izraelitów. Na każdej świątyni w miejscowym języku napisane jest „Dom Pana” oraz „Świętość Panu”. Na czubku wieży znajduje się zazwyczaj charakterystyczna postać proroka Moroniego. Większość świątyń zwrócona jest w kierunku wschodnim. Prawo wstępu do świątyń posiadają tylko członkowie Kościoła. Są tam sprawowane ceremonie, w których uczestniczą wyłącznie wierni, posiadający pozwolenie lokalnych przywódców Kościoła.
W czasie prezydentury Gordona B. Hinckleya zwiększono liczbę świątyń z 47 do 124, a także wybudowano LDS Conference Center. Świątynie powstały na wszystkich kontynentach. Rocznie buduje się także około 350 kaplic.
W 2018 roku łącznie na świecie Kościół posiadał 159 świątyń, które działały, oraz 11, które były w budowie lub zostały zaplanowane.

### Ceremonie
W świątyniach odprawia się ceremonie, które są niedostępne dla osób spoza wspólnoty lub wiernych o zbyt krótkim stażu. Według nauk Kościoła obrzędy niezbędne do zbawienia są możliwe do przyjęcia przez Pana jedynie wtedy, gdy są wykonywane w świątyniach. Są to „chrzest za zmarłych”, „małżeństwa na wieczność” czy tzw. „obdarowanie”. Podczas „obdarowania” członek Kościoła symbolicznie przeżywa drogę całego życia duchowego zgodnie z wizją Kościoła. Podczas ceremonii „obdarowania” wyświetlany jest film o stworzeniu świata, a na zakończenie filmu mormoni uczą się specjalnych gestów, które mają zapewnić wejście do nieba znającym je osobom. Gesty te są przekazywane poprzez rękę wystającą z zasłony, która symbolizuje anioły strzegące wejścia do raju.
Otwarty sprzeciw i wiele kontrowersji wzbudza ceremonia „chrztów za zmarłych”, podczas której osoby zmarłe stają się potencjalnymi członkami Kościoła bez zgody najbliższej rodziny. Do przeprowadzenia tej praktyki niespotykanej w starożytnym judaizmie czy we wczesnym chrześcijaństwie wystarczy dalekie pokrewieństwo z jakimkolwiek mormonem.
Jeszcze inną ceremonią sprawowaną w świątyni jest tzw. „zapieczętowanie” (sealing), które polega na symbolicznym spajaniu rodziny na wieczność.
Mormoni w świątyni ubrani są w białe stroje z zielonymi elementami przypominającymi fartuch. Wystrój świątyń, styl ubrania świątynnego, czy też wykonywane przez wiernych gesty („uchwyty ręki”) wywodzą się z obrzędów masonerii.
Najbliżej Polski znajdują się świątynie w Niemczech, Danii oraz w Kijowie na Ukrainie.

## Wychowanie religijne
Oprócz szkoły niedzielnej w kościele występują specjalne programy nauczania. W zależności od możliwości danej społeczności nauczanie takie odbywa się raz w tygodniu wieczorem lub codziennie rano przed szkołą lub pracą. Szkolenia prowadzone są przez Kościelny System Edukacyjny.

## Duszpasterstwo
Każdej rodzinie przydzieleni są kapłani, którzy nazywani są nauczycielami domowymi i mają obowiązek pomagać jej w potrzebie. Do ich obowiązków należy także odwiedzenie takiej rodziny raz w miesiącu celem nauczania. Członkinie Kościoła prowadzą analogiczną służbę jako tzw. nauczycielki odwiedzające.

## Post
Członkom Kościoła, którzy są odpowiednio dojrzali i są zdrowi, zaleca się post w pierwszą niedzielę miesiąca. Polega to na zrezygnowaniu z dwóch posiłków oraz niepiciu w tym czasie żadnych napojów. Zaoszczędzone w ten sposób pieniądze powinny zostać przekazane na cele dobroczynne.
Postom powinna towarzyszyć modlitwa.

## Rodzina
Rodzina pełni bardzo ważną funkcję w nauczaniu Kościoła. Znaczenie aktywnego i dobrego życia rodzinnego jest często wychwalane przez najwyższych przełożonych Kościoła. Podkreślana jest również rola kobiety jako matki.

## Finanse
Kościół utrzymuje się przede wszystkim z dziesięciny (10% dochodów wiernych). Dziesięcinę nakazał oddawać Joseph Smith po objawieniu, które miał mieć 8 lipca 1838. Nakaz ten powstał w szczytowym okresie fali procesów sądowych w Far West i Kirtland, gdy niezadowoleni członkowie Kościoła w wyniku upadku Kirtland Safety Society Bank składali pozwy przeciw Smithowi, chcąc odzyskać utracone środki finansowe.

## Kultura
W oparciu o wydarzenia z Księgi Mormona i dzieje Kościoła w Stanach Zjednoczonych kręcone są filmy i pisane książki. Większość z tych dzieł cieszy się popularnością tylko wśród mormonów. Książki sprzedawane są głównie przez sieć Deseret Book, która ma swoje sklepy w pobliżu kościołów. Dość duże nakłady i dużą popularność wśród nie-mormonów uzyskało jednak dzieło Geralda Lund The Work and the Glory, opisujące w formie powieści wczesną historię Kościoła.
W 2007 roku powstał film „Wrześniowy świt” w reżyserii Christophera Caina z udziałem: Terence’a Stampa (Brigham Young) i Jona Griesa (John D. Lee), który opowiada tragiczną historię miłości mormona do kolonistki na kanwie wydarzeń znanych jako masakra pod Mountain Meadows, w wyniku których mormoni zamordowali 120 kolonistów.

## Wpływ na politykę
Kościół Jezusa Chrystusa Świętych w Dniach Ostatnich rzadko wypowiada się na tematy polityczne. Jego powiązania z polityką można śledzić przede wszystkim w Stanach Zjednoczonych. W XIX wieku większość członków Kościoła była zwolennikami Partii Demokratycznej, obecnie jednak większość popiera Partię Republikańską, choć zdarzają się wśród nich zwolennicy demokratów. Sympatyzowanie z Partią Republikańską wiąże się przede wszystkim z większym konserwatyzmem republikanów, gdyż mormoni i republikanie są przeciwnikami aborcji, związków jednopłciowych itd. W stanie Utah mormoni stanowią blisko 70% mieszkańców, a 80% członków stanowej legislatury należy do tego Kościoła. Również wszyscy senatorowie wybrani do Kongresu są członkami LDS. W Kongresie w 1997 było łącznie 15 senatorów i reprezentantów należących do Kościoła.
Pierwszym mormońskim kandydatem na prezydenta był założyciel Kościoła Joseph Smith, który zamierzał wystartować w roku 1844 w wyborach prezydenta Stanów Zjednoczonych, z programem zniesienia niewolnictwa. Został jednak zabity 27 czerwca na nieco ponad 4 miesiące przed wyborami. Inny członek Kościoła Mitt Romney, był jednym z kandydatów republikanów w amerykańskich wyborach prezydenckich 2008 i 2012. W 2012 roku w wyborach kandydował również Jon Huntsman.
W przeszłości mormoni chcieli także, aby stan Utah nazywał się Deseret, co jest terminem zasięgniętym z Księgi Mormona. Propozycję tę odrzucił rząd, powołując się na rozdział Kościoła od państwa. Kościół był także przeciwnikiem zniesienia prohibicji, był przeciwny umieszczeniu baz rakietowych w Utah i Nevadzie, oraz legalizacji hazardu.